# Gerhard II. Gelderski
Gerhard II. (imenovan tudi Gerhard V. Wassenberški ) (približno 1090 - 16. oktober 1133 ) je bil od 1129 do 1131/1133 grof Wassenberški  in Gelderski.
Bil je sin Gerharda I. Gelderskega (Gerhard IV. Wassenberški). Ko je njegov oče leta 1129 umrl, ga je nasledil kot grof Gelderski in grof Wassenberški. Poročil se je z Ermengardo Zutphensko, dedinjo grofije Zutphen, katere posest je obsegala območje vzhodno od IJssel (Zutphen) in številne postojanke v Friziji, Vestfaliji in Porenju.
Gerhard je obdržal to dediščino v fevdu od  münsterskega škofa, ki ga je podpiral vojvoda Spodnje Lorene.
Gerhard in Ermengarda Zutphenska sta imela naslednje potomce:
- Adelajda. Poročila se je z grofom Egbertom Teklenburškim
- Henrik I. (- 1182 )
- hči. Poročila se je z grofom Henrikom I. Oldenburg-Wildeshausenskim ( -1162 ).

Gerard Oldenburg-Wildeshausen ( -13 . avgust 1219 ), škof v Osnabrücku od 1191/92 do 1216 ter nadškof v Hamburgu in Bremnu od 1210 do 1219
Christiane van Oldenburg. Poročila se je z Wedekindom von Stumpenhausen
Beatrix (- ok. 1224 ), od 1207 do 1224 Abdess v Bassumu
Henrik II . ( -1197 ). Leta 1162 je nasledil očeta kot grof v Wildeshausnu. Poročil se je z Beatrix Hallermundsko . Bila je hči Wilbranda I. Loccum-Hallermunda .
Wilbrand van Oldenburg (pred 1180 - Zwolle , 26. julij 1233 ) je bil škof v Paderbornu in Utrechtu
Oton I. Oldenburški ( -1218 )
Pokopan je v cerkvi Wassenberg. Gerharda je nasledil njegov sin Henrik I.